# Gonomyia (Paralipophleps) latistyla
Gonomyia (Paralipophleps) latistyla is een tweevleugelige uit de familie steltmuggen (Limoniidae). De soort komt voor in het Neotropisch gebied.